# Esteban Casagolda
Esteban Casagolda (5 januari 1987) is een Spaans-Uruguayaans voetballer. 

## Carrière
Casagolda werd in Spanje geboren als de zoon van een Catalaanse moeder en Uruguayaanse vader.
Hij werd opgeleid bij FC Brussels. Op 16 december 2006 maakte hij onder coach Albert Cartier in de Eerste klasse zijn officiële debuut voor de Brusselaars. Hij mocht toen in de 79e minuut invallen in een uitwedstrijd tegen KRC Genk. Nadien raakte hij geblesseerd, waardoor zijn toekomst bij Brussels in gevaar kwam.
Na het seizoen 2006/07 maakte de aanvaller de overstap naar derdeklasser Diegem Sport, dat hij na een seizoen inruilde voor Racing Mechelen. In 2010 mocht hij op proef komen bij Motherwell. Casagolda versierde er een contract voor een jaar. In het seizoen 2010/11 kwam hij elf keer in actie voor de Schotse club.
In het seizoen 2011/12 kwam hij uit voor zowel Debreceni VSC als Beijing Baxy. In de zomer van 2012 keerde hij terug naar Brussel, waar hij een contract tekende bij derdeklasser Union Saint-Gilloise. In twee seizoenen maakte hij twintig competitiedoelpunten. In 2014 maakte hij de overstap naar FCV Dender EH, waar hij samenwerkte met coaches als Marc Grosjean en Emilio Ferrera. 
In de zomer van 2016 tekende Casagolda een contract voor twee seizoenen bij Oud-Heverlee Leuven. Bij de club uit de Eerste klasse B werd hij herenigd met trainer Ferrera. Na twee doelpuntrijke jaren kwam Esteban onder trainer Nigel Pearson niet veel meer aan spelen toe. In de winterstop van 2019 tekende hij bij KSV Roeselare.

## Clubstatistieken
| Seizoen | Club                        | Land               | Competitie             | Wed. | Goals |
| ------- | --------------------------- | ------------------ | ---------------------- | ---- | ----- |
| 2006/07 | FC Brussels                 | Vlag van België    | Eerste klasse          | 1    | 0     |
| 2007/08 | Diegem Sport                | Vlag van België    | Derde klasse B         | 23   | 1     |
| 2008/09 | Racing Mechelen             | Vlag van België    | Derde klasse A         | 24   | 6     |
| 2009/10 | Racing Mechelen             | Vlag van België    | Derde klasse A         | 36   | 8     |
| 2010/11 | Motherwell FC               | Vlag van Schotland | Premier League         | 11   | 0     |
| 2011/12 | Debreceni VSC               | Vlag van Hongarije | Nemzeti Bajnokság      |      |       |
| 2012    | Beijing Baxy                |                    |                        |      |       |
| 2012/13 | Royale Union Saint-Gilloise | Vlag van België    | Derde klasse B         | 30   | 13    |
| 2013/14 | Royale Union Saint-Gilloise | Vlag van België    | Derde klasse B         | 29   | 7     |
| 2014/15 | FCV Dender EH               | Vlag van België    | Derde klasse A         | 25   | 13    |
| 2015/16 | FCV Dender EH               | Vlag van België    | Derde klasse A         | 24   | 23    |
| 2016/17 | OH Leuven                   | Vlag van België    | Eerste klasse B        | 28   | 8     |
| 2017/18 | OH Leuven                   | Vlag van België    | Eerste klasse B        | 30   | 10    |
| 2018/19 | OH Leuven                   | Vlag van België    | Eerste klasse B        | 13   | 1     |
| 2018/19 | KSV Roeselare               | Vlag van België    | Eerste klasse B        | 9    | 4     |
| 2019/20 | KSV Roeselare               | Vlag van België    | Eerste klasse B        | 23   | 2     |
| 2020/21 | FCV Dender EH               | Vlag van België    | Eerste klasse amateurs |      |       |
| 2021/22 | FCV Dender EH               | Vlag van België    | Eerste klasse amateurs |      |       |
| 2022/23 | KSC Lokeren-Temse           | Vlag van België    | Tweede afdeling VV A   |      |       |
| 2023/24 | Crossing Schaerbeek         | Vlag van België    | Derde afdeling ACFF A  |      |       |
| 2024/25 | Crossing Schaerbeek         | Vlag van België    | Tweede afdeling ACFF   |      |       |
| Totaal  | Totaal                      | Totaal             | Totaal                 | 306  | 96    |